# Grau d’Agde

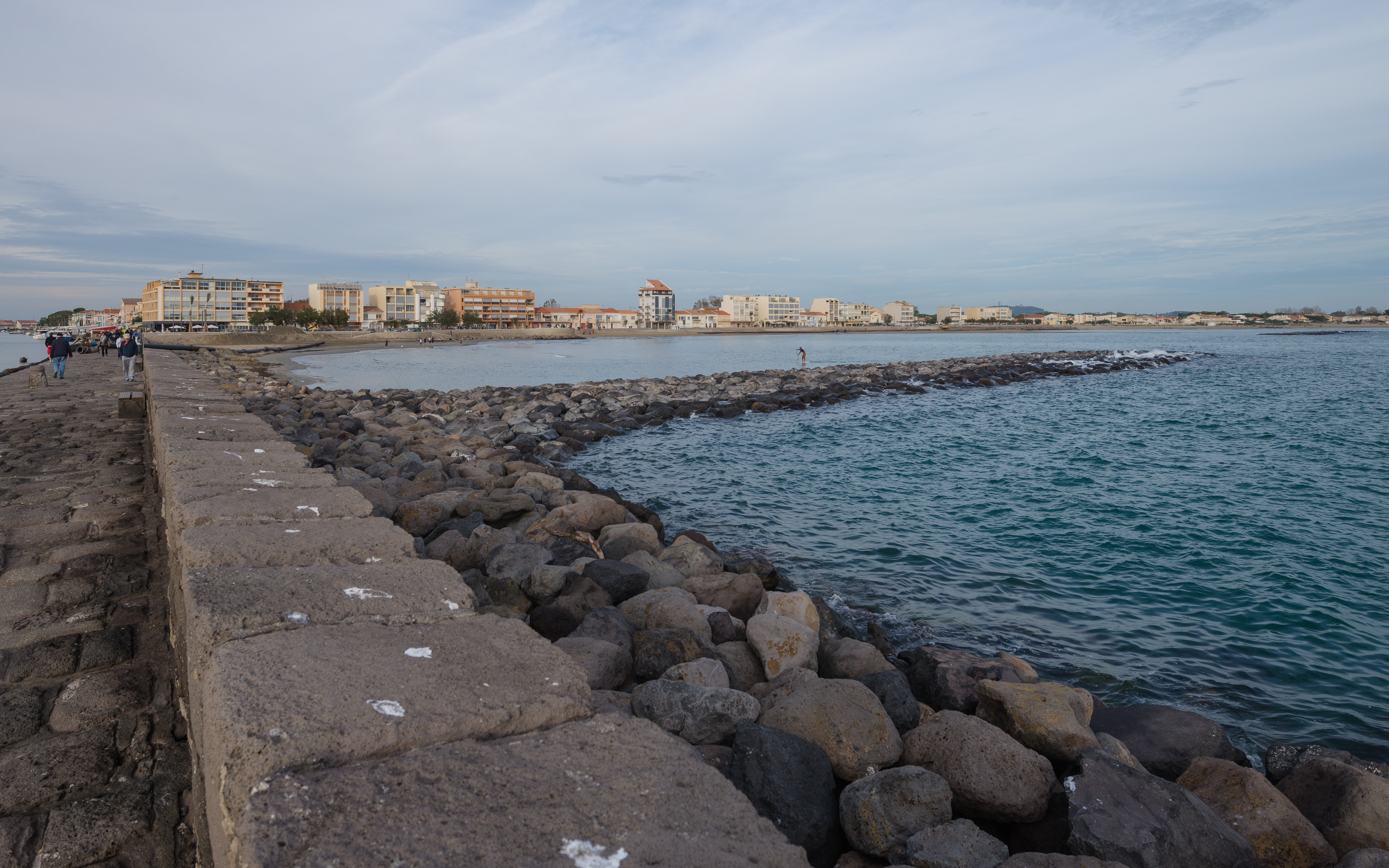
Blick von der Mole auf die Strandpromenade von Le Grau d’Agde

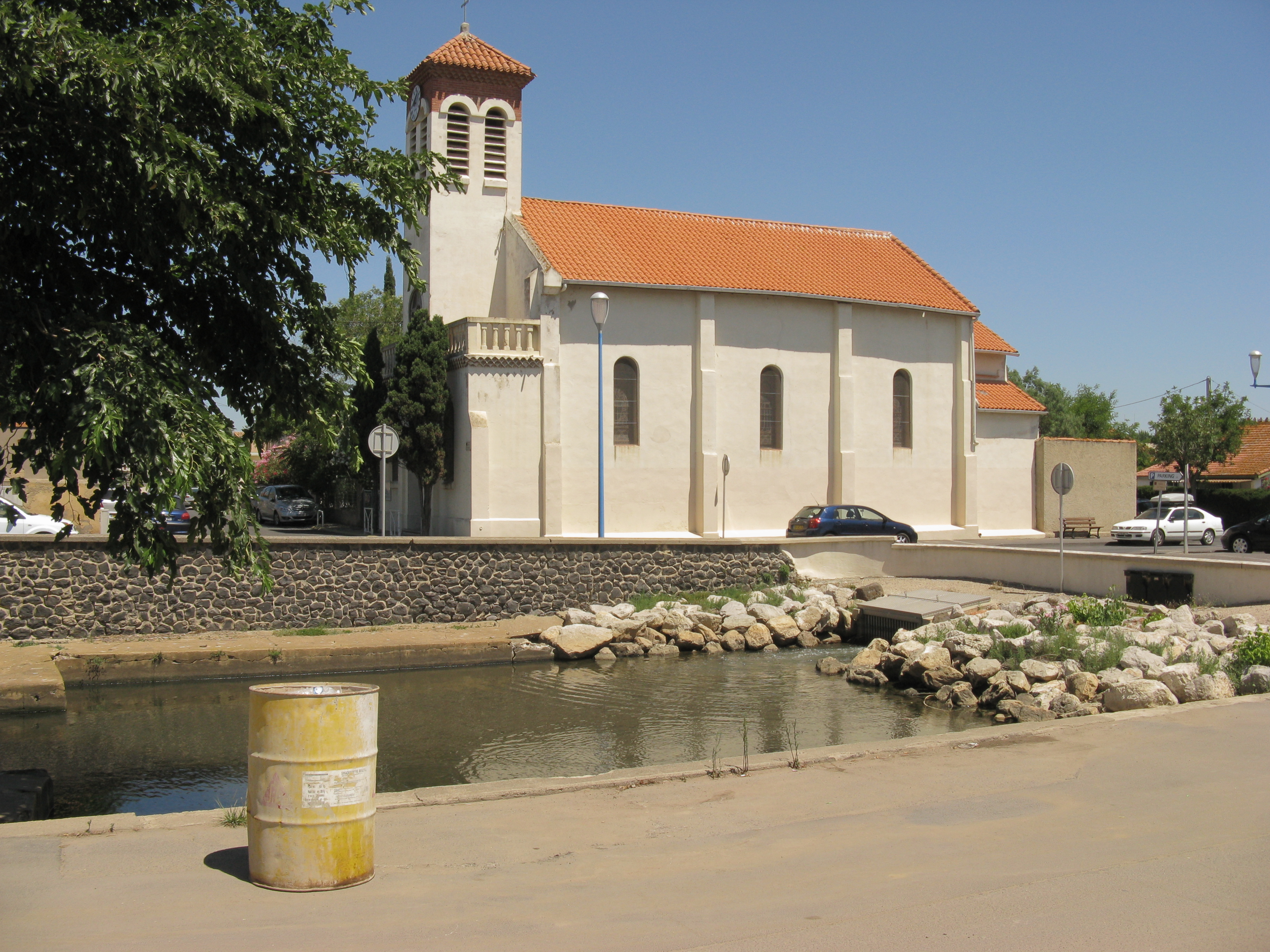
Kirche Sacré Cœur

Grau d’Agde ist ein Ortsteil der südfranzösischen Gemeinde Agde, Département Hérault.

## Lage
Die Ansiedlung liegt unmittelbar östlich der Mündung des Hérault in das Mittelmeer, gegenüber von La Tamarissière. Im Osten schließt der von Ferienhäusern geprägte Ortsteil Rochelongue an, nordöstlich liegt die Altstadt von Agde.

## Geschichte
Der Platz an der Flussmündung war schon in der Antike ein sicherer Ankerplatz für Handelsschiffe. Die Siedlung lebte später überwiegend von der Fischerei. Seit dem 19. Jahrhundert entwickelte sich das Fischerdorf nach und nach zum Badeort. Für die wachsende Gemeinde wurde 1903 die Kirche Sacré Cœur eingeweiht.

## Sehenswürdigkeiten
- Kirche  Notre Dame du Grau, errichtet 1584 durch Heinrich I. von Montmorency an der Stelle eines frühmittelalterlichen Vorgängerbaus
- Kapelle Notre Dame de l’Agenouillade